# Wense (Heeslingen)
Wense (plattdeutsch Wens) ist eine Ortschaft in der Gemeinde Heeslingen in Niedersachsen mit rund 350 Einwohnern. Die Wenser Feldmark umfasst 1339 ha, davon sind etwa 250 ha Wald- und Moorflächen.

## Geographie
Wense liegt auf der Stader Geest, nordöstlich vom Kernort Heeslingen. Westlich von Wense fließt der Fallohbach entlang, der im Nordwesten in die Twiste mündet.

### Nachbarorte
Nachbarorte sind Viehbrock und Winderswohlde im Norden, Stuhenfieren und Ottendorf im Nordosten, Wangersen im Osten, Steddorf im Südosten, Selhoop und Boitzen im Süden, Bohnste, Heeslingen, Meinstedt und Sassenholz im Südwesten sowie Anderlingen und Grafel im Nordwesten.

### Ortsgliederung
Zu Wense gehören die kleineren Ansiedlungen Bohnste, Sellhoop, Stuhenfieren und Viehbrock.

## Geschichte

### Vor- und Frühgeschichte
Die Gegend um Wense ist seit Jahrtausenden besiedelt. In der Gemarkung Heeslingen reichen die ältesten Funde bis in die mittlere Steinzeit zurück (7000–4000 v. Chr.). Es handelt sich dabei um Feuersteinwerkzeuge, wie Schaber, Kratzer und Klingen. Großsteingräber aus der frühen Steinzeit wurden zerstört.
In der Feldmark Wense sind 44 wahrscheinlich bronzezeitliche (1700–1100 v. Chr.) Hügelgräber belegt. Von einer frühen Besiedlung in Wense zeugen Funde von Siedlungsplätzen aus der älteren Eisenzeit (ab 750 v. Chr.). In den Jahrhunderten um Christi Geburt war dies Gebiet von den Langobarden besiedelt.

### Frühes Mittelalter und Neuzeit
Im Zuge der Völkerwanderung (6. Jahrhundert) drangen die Sachsen in dieses Gebiet vor. Zu der Zeit gehörte die Gegend um Heeslingen zum Heilangau. Nach den Sachsenkriegen Karls des Großen gehörte der Gau zum Erzbistum Bremen. Die ersten schriftlichen Dokumente über das heutige Wense finden sich aus dem 10. Jahrhundert.
Im Ersten Weltkrieg sind acht Soldaten aus Wense gefallen oder werden vermisst und im Zweiten Weltkrieg waren es 24.

### Verwaltungsgeschichte
Vor 1885 gehörte Wense zur Börde Heeslingen im Amt Zeven und nach 1885 zum Kreis Zeven, der 1932 im Kreis Bremervörde aufging. 1977 fusionierte der alte Landkreis Rotenburg (Wümme) mit dem Landkreis Bremervörde zum jetzigen Landkreis Rotenburg (Wümme).
Im Zuge der Gebietsreform wurde die Gemeinde Wense zum 1. März 1974 nach Heeslingen eingemeindet.

### Einwohnerentwicklung
| Jahr             | Einwohner            |
| ---------------- | -------------------- |
| 1793             | 11 Feuerstellen      |
| 1824             | 7 Feuerstellen       |
| 1848             | 102 Leute, 20 Häuser |
| 1. Dezember 1871 | 120 Leute, 23 Häuser |

### Religion
Wense ist evangelisch-lutherisch geprägt und gehört zum Kirchspiel der St.-Vitus-Kirche in Heeslingen.
Für die wenigen Katholiken ist die Christ-König-Kirche in Zeven zuständig, die seit dem 1. November 2006 zur Kirchengemeinde Corpus Christi in Rotenburg gehört.

## Kultur

### Sehenswürdigkeiten
Ein Kriegerdenkmal für die Gefallenen der beiden Weltkriege steht nahe der Feuerwehr.

### Vereinswesen
- Freiwillige Feuerwehr

## Politik

### Ortsbeauftragter
Der Rat der Gemeinde Heeslingen setzt sich aus 15 Abgeordneten zusammen. Aus ihrer Mitte wird der Bürgermeister der Gemeinde gewählt. Die einzelnen Ortsteile, darunter auch Wense, haben einen Ortsbeauftragten. Dieser ist nach Möglichkeit auch Mitglied des Gemeinderates. Ortsbeauftragter ist Ratsherr Heinz Meyer.

## Wirtschaft und Infrastruktur

### Verkehr
Durch Wense verläuft die Kreisstraße 120, die im Nordosten bei Viehbrock ab der Kreisgrenze als Kreisstraße 76 weiter in den Landkreis Stade führt. Die Straße läuft dann weiter über Kohlenhausen und Oersdorf und schafft so eine Verbindung nach Harsefeld. Im Süden führt die Kreisstraße 120 weiter zur Landesstraße 124 bei Boitzen, die Stade mit Heeslingen und Zeven verbindet. Des Weiteren schafft eine Nebenstraße eine direkte Verbindung nach Ottendorf.